# Hermann Pernsteiner
Hermann Pernsteiner (Oberwart, Burgenland, 8 de juliol de 1990) és un ciclista austríac, professional des del 2016. Combina la carretera amb el ciclisme de muntanya.

## Palmarès
- 2018
  - 1r al Gran Premi de Lugano

### Resultats a la Volta a Espanya
- 2018. No surt (18a etapa)
- 2019. 15è de la classificació general

### Resultats al Giro d'Itàlia
- 2020. 10è de la classificació general